# Sender Tezno
Der Sender Tezno ist eine Sendeanlage für Hörfunk im südlichen Teil der Stadt Maribor in Slowenien. Als Antennenträger dient ein 118 Meter hoher abgespannter Stahlfachwerkmast.

## Frequenzen und Programme
Die folgenden Programme für den analogen Hörfunk (UKW) werden über die Sendeanlage übertragen:
| Frequenz (MHz) | Programm                 | RDS PS              | RDS PI | Regionalisierung | ERP (kW) | Antennendiagramm rund (ND)/gerichtet (D) | Polarisation horizontal (H)/vertikal (V) |
| -------------- | ------------------------ | ------------------- | ------ | ---------------- | -------- | ---------------------------------------- | ---------------------------------------- |
| 90,8           | Rock Radio               | __ROCK__            | 9316   | Slovenija        | 0,4      | ND                                       | V                                        |
| 94,4           | Rock Maribor             | ROCK_MB_            | 9418   | -                | 0,2      | ND                                       | V                                        |
| 95,9           | Mariborski Radio Študent | __MARS__            | 9453   | −                | 1        | ND                                       | V                                        |
| 104,5          | Radio Ognjišče           | OGNJISCE            | 932F   | −                | 0,5      | ND                                       | V                                        |
| 107,9          | Radio 1                  | RADIO_1_ / ENA_MB__ | 9357   | Štajerska        | 1        | ND                                       | V                                        |